# 短吻间银鱼
短吻间银鱼（学名：Hemisalanx brachyrostralis）为輻鰭魚綱胡瓜魚目银鱼科间银鱼属的鱼类，俗名面条鱼、面丈鱼，是中国的特有物种。分布于长江中、下游及其附属湖泊以及瓯江等。该物种的模式产地在湖南长沙。